# Alex Arroyo
Alejandro Arroyo Albert (Valencia, 25 de octubre de 2001), conocido como Alex Arroyo, es un jugador profesional de pádel español que ocupa la 20.ª posición del ranking FIP. Juega en la posición del revés y su pareja deportiva actual es Alex Ruiz.
Arroyo es considerado uno de los mejores jugadores jóvenes de la actualidad, con 21 ya ha conseguido resultados en WPT. Se caracteriza por ser un jugador agresivo en la red que gana muchos puntos, ya que su remate es de los más potentes del circuito.

## Carrera deportiva

### Inicios
Alex comenzaba su andadura en el pádel con tan solo 11 años en el Club Español de Tenis, en Valencia. Con 15 años, logró ser campeón de España de cadete junto a su compañero Eduardo Alonso. Juntos ganaron también el campeonato de España de Juniors en 2019.

### Profesional
Alex comenzó a competir en el circuito profesional World Padel Tour en el año 2016, jugando las pre-previas y las previas.
En 2019, tres años después de su inicio en el pádel profesional, logró clasificarse por primera vez al cuadro final de un torneo WPT. En ese año también llegó, junto a Salva Oria como compañero sólo para la ocasión, a la final del Campeonato de España absoluto, ganando en cuartos por 7-6 y 7-5 a la pareja Lebrón-Galán, los cuales serían número 1 del mundo los siguientes tres años. Asimismo 
En 2021 llegó a sus primeras semifinales; fue en el Open de Lugo junto a Arturo Coello, venciendo en cuartos a la segunda mejor pareja del momento, Sanyo y Tapia, por 6-2, 4-6 y 7-5. Sin embargo no pudieron contra los número 1 Lebrón-Galán al día siguiente.
En 2022 consiguió volver a unas semifinales; fue en el Open de Malmö junto a Gonzalo Rubio, tras remontar en cuartos a Silingo y Belluati por 4-6, 7-6 y 6-2.
Para 2023, anunció que su nuevo compañero iba a ser Miguel Yanguas, en lo que prometía ser una pareja capaz de ganar a las mejores. Sin embargo, tras 4 torneos disputados en los que sólo pudieron jugar dos (debido a una lesión en el recto abdominal de Arroyo), la separación de Paquito y Tello desencadenó un baile de parejas en el que Momo González llamó a Yanguas para ser compañeros, por lo que Alex, ya recuperado, tuvo que buscar nuevo compañero. Y lo encontró en el joven talento Pablo Cardona, quien decidió separarse de Ivanxo para jugar con Alex. Sin embargo sólo duraron dos torneos (en los que no pasaron de octavos), el Open500 de Reus y el Open de Granada, debido a que Alex recibió la llamada del argentino Lucho Capra para jugar. Se colocaron como la pareja 10 del ranking, pero no destacaron en ninguno de los 3 torneos que disputaron; cayeron en primera ronda en los Open de Vigo, en octavos en Bruselas y, a pesar de haber llegado a cuartos en Dinamarca, fue porque no disputaron el partido de octavos, por lesión de Lebrón. Finalmente se acabaron separando, y debido a la lesión de Javi Ruiz,  Arroyo volvió a jugar de nuevo con Gonzalo Rubio, con quien ya obtuvo buenos resultados en 2022. Tras no tener buenas sensaciones en su debut en el Open de Viena, consiguieron llegar a cuartos en el Master de Marbella tras ganar a la pareja 6, y forzaron el tercer set ante Sanyo y Momo, que acabaron perdiendo. En Francia no pudieron pasar de octavos, y la semana siguiente en el Master de Valladolid, uno de los torneos más importantes del año, perdieron en dieciseisavos contra Lucho Capra y Maxi Sánchez sufriendo una increíble remontada tras ir ganando 5-0 en el tercer set.

## Equipamiento e indumentaria
Actualmente Alex es jugador de la marca Bullpadel, y una de sus principales caras en cuanto a jugadores jóvenes se refiere. Su pala es la Ionic PWR, una pala manejable, potente e ideal para su estilo de juego.

## Palmarés
- Campeón de España Cadete en 2017
- Campeón de España Junior en 2019
- Campeón del Mundo por parejas Alevín y Junior
- Campeón del Mundo con la selección española Cadete y Junior